# Bessatsu Friend
Bessatsu Friend (яп. 別冊フレンド бэссацу фурэндо) или Betsufure (別フレ) — японский манга-журнал, ежемесячно издаваемый компанией «Коданся». Целевая аудитория журнала — сёдзё. Был создан как парный журнал к Shojo Friend, который был закрыт в 1996 году. Выходит ежемесячно по 8-м числам.

## Манга
- Angel Wars (エンジェル★ウォーズ), 1994—1995, автор — Мива Уэда
- Mars, 1996—2000, автор — Фуюми Сорё
- Boys'n Girl, 1997—2000, автор — Кэй Ясинага
- Peach Girl (ピーチガール), 1997—2004, автор — Мива Уэда
- Guru Guru Pon-chan (ぐるぐるポンちゃん), 1998—2000, автор — Сатоми Икэдзава
- Abenoseimei Love Stories: Banquet of Flowers (華の宴 - 安倍晴明恋語り), 1999—2000, автор — Тами Такада
- Girl Got Game, 1999—2002, автор — Сидзуру Сэйно
- Flower of Eden (エデンの花), 2000—2004, автор — Юки Суэцугу
- Yamato Nadeshiko Shichi Henge (ヤマトナデシコ七変化), 2000—наст. время, автор — Томоко Хаякава
- A Perfect Day for Love Letters (恋文日和), 2001, автор — Джордж Асакура
- Akkan Baby (あっかんベービー), 2004—2005, автор — Мияоти Сая
- Deep Love: Ayu no Monogatari (Deep Love アユの物語), 2004, автор — Ёси и Ю Ёсии
- Tonari no 801-chan: Fujoshiteki Kōkō Seikatsu (となりの801ちゃん〜腐女子的♥高校生活〜), 2007—наст. время, автор — Дзин
- Kin Kyori Renai Shojo (近キョリ恋愛), 2008—2011, автор — Рин Макимото
- Kirara no Hoshi (キララの星), 2010—наст. время, автор — Ай Моринага

## Тиражи
| 2004 г. | 2005 г. | 2006 г. | 2007 г. | 2009 г. | 2010 г. |
| ------- | ------- | ------- | ------- | ------- | ------- |
| 203,333 | 190,417 | 167,834 | 109,334 | 100,834 | 91,750  |